# 텍시언
텍시언(Texian)은 텍사스가 멕시코의 일부인 코아우일라이테하스 주였을 때와 이후 주권 국가인 텍사스 공화국이었던 때, 텍사스 영어를 모국어로 하는 앵글로 아메리카 시민을 가리킨다. 현대 미국 텍사스주의 거주자는, ‘텍선’(Texan)이라고 한다.

## 개요
텍사스 사람은 몇 세기에 걸쳐 텍사스에 도래한 다양한 이민 집단이었다. 17세기에는 스페인 이민자들이, 18세기에는 프랑스인, 그리고 19세기에는 텍사스를 독립으로 이끈 대규모 독일, 아일랜드, 스코틀랜드계, 웨일스계의 이민이 있었다. 이처럼 ‘텍시언’이라는 호칭은 현지 스페인어를 모국어로 하는 테하노의 혈통이 아닌 민족과 언어를 총괄적으로 가리키고 있다.
또한, 1835년부터 1836년 멕시코에서 텍사스 독립에 테하노의 반란을 위해 조직된 텍시언 군은 많은 다른 주에서 온 남녀로 구성된 매우 다양한 집단이었다. 텍시언 군은 현지에서 태어난 테하노 지원병과 앨라배마, 사우스캐롤라이나, 노스캐롤라이나, 루이지애나, 미시시피, 테네시, 버지니아에서 온 지원병과 영국, 독일, 아일랜드, 스코틀랜드, 웨일스 각국의 지원병으로 구성되었다.

## 같이 보기
- 필리버스터
- 알라모 전투
- 테하노
- 텍사스 공화국